# Liste der Ehrenbürger von Regensburg
Die Stadt Regensburg hat folgenden Personen das Ehrenbürgerrecht verliehen. Die Auflistung erfolgt in der Reihenfolge der Verleihung:
- 1820: Johann Eustach von Görtz, Gesandter Brandenburgs beim Reichstag
- 1831: Arnold Ritter von Link, Generalkommissär
- 1838: Eduard von Schenk, Staatsminister des Innern Bayerns
- 1842: Leo von Klenze, Architekt
- 1842: Josef Nadler, Regierungsbaurat
- 1845: Kardinal Melchior von Diepenbrock, Fürstbischof von Breslau
- 1847: Friedrich Freiherr von Zu Rhein, Regierungspräsident
- 1856: Carl Freiherr von Künsberg-Langenstadt, Regierungspräsident
- 1869: Franz Josef von Denzinger, Dombaumeister
- 1871: Gottlieb August Herrich-Schäffer, Arzt
- 1871: Johann Nepomuk Hemauer, Kanoniker zu St. Johann
- 1872: Carl Woldemar Neumann, Entdecker des Keplerhauses
- 1876: Karl Friedrich Heinrich Hermann, protestantischer Kirchenrat
- 1877: Karl Theodor Krafft, protestantischer Pfarrer
- 1881: Karl Wilhelm Heinrich Brenner, Regierungspräsident
- 1883: Max von Pracher, Regierungspräsident
- 1886: Oskar von Stobäus, Bürgermeister von Regensburg
- 1888: Friedrich Sauer, Fürstlich Thurn und Taxis'scher Baurat
- 1890: Benignus von Safferling, General und Kriegsminister
- 1894: Friedrich von Ziegler, Regierungspräsident und Staatsrat
- 1895: Fürst Otto von Bismarck, Reichskanzler
- 1907: Friedrich Ritter von Brettreich, Regierungspräsident und Staatsminister des Innern
- 1917: Paul von Hindenburg, Reichspräsident und Generalfeldmarschall
- 1923: Antonius Ritter von Henle, Bischof von Regensburg
- 1926: Heinrich Held, Bayerischer Ministerpräsident
- 1929: Hermann Geib, Bürgermeister in Regensburg
- 1933: Adolf Hitler, Führer und Reichskanzler[1] (Ehrenbürgerwürde wurde aberkannt)[2]
- 1938: Adolf Wagner, Staatsminister, NSDAP-Gauleiter (Wird seit 1966 nicht mehr in der Liste der Ehrenbürger geführt)[2]
- 1950: Michael Buchberger, Erzbischof, Bischof von Regensburg
- 1950: Fürst Albert von Thurn und Taxis und Fürstin Margarete von Thurn und Taxis
- 1959: Hans Herrmann, Oberbürgermeister von Regensburg (wird seit 2015 nicht mehr in der Liste der Ehrenbürger geführt)[3]
- 1962: Otto Meyer, Generaldirektor der Maschinenfabrik Augsburg-Nürnberg AG
- 1963: Theobald Schrems, Professor, Domkapellmeister
- 1963: Franz Joseph von Thurn und Taxis
- 1966: Julius Neumüller, Professor
- 1966: Eduard Mühlbauer, Professor, Vorstandsmitglied der Siemens & Halske AG
- 1975: Alfons Goppel, Bayerischer Ministerpräsident
- 1978: Rudolf Schlichtinger, Altoberbürgermeister
- 1978: Karl August von Thurn und Taxis
- 1980: Walter Boll, Stadtdirektor a. D.
- 1985: Franz Josef Strauß, Bayerischer Ministerpräsident
- 2006: Joseph Ratzinger, Papst Benedikt XVI., Oberhaupt der römisch-katholischen Kirche, Honorarprofessor an der Universität Regensburg
- 2014: Hans Schaidinger, Altoberbürgermeister

## Stadtratsbeschluss vom 29. September 2011
Die CSU-Stadtrats-Fraktion stellte im August 2011 den Antrag, der Stadtrat solle nachträglich die seit Jahrzehnten geübte Verwaltungspraxis, die vormaligen Ehrenbürger Adolf Hitler und Adolf Wagner nicht mehr in den Ehrenbürgerlisten zu führen, ausdrücklich begrüßen und bestätigen. Eine Aberkennung des Titels sei aus formalrechtlichen Gründen nicht möglich. Die anders lautende gedenkpolitische Argumentation, Hitler und Wagner die Ehrenbürgerschaft per Ratsbeschluss und gegen die rechtlichen Bedenken des Rechtsreferenten wieder abzuerkennen, fand während der Sitzung keine Mehrheit. Als ein einstimmiger Beschluss, den alle Redner befürworteten, drohte nicht zustande zu kommen, wurde der CSU-Antrag nach leichten Veränderungen einstimmig angenommen. Dem Beschluss soll demnach vorangestellt werden, dass sich der Regensburger Stadtrat von der Fehlentscheidung aus dem Jahr 1933 ausdrücklich distanziere und die Verleihung der Ehrenbürgerschaft an Hitler aufs Schärfste kritisiere. Die Stadtratsdebatte beschränkte sich in der Hauptsache auf formaljuristische Überlegungen, über weitere NSDAP-Mitglieder bzw. Bürgermeister unter den Ehrenbürgern, wie Hans Herrmann und Walter Boll, wurde nicht verhandelt.